# Кока, Артур
Артур Фернандес Ко́ка (20 марта 1875 — 11 декабря 1959) — американский иммунолог, известный своими исследованиями аллергии.

## Биография
Родился в Филадельфии. Получил среднее образование в Хаверфордском колледже и степень доктора медицины в Пенсильванском университете в 1900 году. Учился в Гейдельбергском университете и в 1907—1909 годах был ассистентом Эмиля фон Дунгерна в химической лаборатории Института рака Гейдельберга. Работал бактериологом в Научном бюро в Маниле. В 1910—1919 годах преподавал патологию и бактериологию в Медицинском колледже Корнеллского университета. Был профессором иммунологии и профессором медицины в Нью-Йоркской медицинской школе последипломного образования Колумбийского университета с 1924 по 1935 год. Был также медицинским директором лабораторий Ледерле до 1949 года.
Специализировался на изучении аллергии. Его называют одним из пионеров аллергологии. В 1953 году написал книгу «Familial Nonreaginic Food-Allergy». В 1923 году Кока и Роберт Кук ввели термин «атопия», признав связь между аллергическим ринитом и астмой. Историк науки Артур М. Сильверстайн отметил, что Кока «внес значительный вклад в развитие аллергии как научной дисциплины». Кока попытался отнести состояния гиперчувствительности к таким состояниям, как дерматоз, сенная лихорадка и сывороточная болезнь. В 1924 году совместно с Робертом Куком основал Общество астмы и смежных состояний. Также основал в Нью-Йорке дискуссионную группу по вопросам аллергии.
Высказал предположение о том, что «перекармливание» и «недостаточная физическая нагрузка» могут вызывать приступы астмы. Он выявил общие изменения в личностных особенностях своих пациентов до момента развития у них симптомов, и это позволило ему утверж дать, что «раздражительность и капризность являются распространенными предвестниками» пищевой аллергии и что такой тип наблюдаемой общей нервозности может быть единственным симптомом их заболевания.
Основал «Журнал иммунологии» и была его редактором с 1916 по 1948 год. Был почетным президентом Американской ассоциации иммунологов и занимал эту должность с 1949 года до своей смерти.

## Пульсовый тест
Разработал новый метод диагностики аллергии путем измерения частоты пульса своих пациентов, известный как «пульсовый тест». Об этом он написал в своей книге «The Pulse Test: Easy Allergy Detection», впервые опубликованной в 1956 году. Утверждал, что скрытая пищевая аллергия является причиной почти всех болезней и расстройств, включая сердечные приступы, астму, запоры, диабет, эпилепсию, гипертонию, расстройство желудка, мигрень и многие другие. Он заявил, что пульсовый тест может помочь его пациентам определить, на какие продукты у них аллергия. Например, если пульс учащается после употребления определенной пищи, то это означает, что у пациента аллергия на эту пищу. Кока не предоставил никаких научных доказательств своего пульсового теста, и он был отвергнут научным сообществом, но позже стал продвигаться на сайтах альтернативной медицины. Харриет Холл прокомментировала, что Кока «никогда не подвергал свои убеждения каким-либо достоверным научным проверкам… На частоту пульса влияют многие факторы, и когда пациенты знают, что тестируется пища, на них могут повлиять беспокойство, волнение и другие факторы». Существует слишком много переменных, чтобы пульсовой тест мог быть надежным индикатором чего-либо".

## Избранные публикации
- Familial Nonreaginic Food-Allergy (1953)
- The Pulse Test: Easy Allergy Detection (1956, 1959)
- The Pulse Test: The Secret of Building Your Basic Health (1995)